# Borboletinha-do-mato
Borboletinha-do-mato (nome científico: Phylloscartes ventralis) é uma espécie de ave da família dos tiranídeos. É encontrada na Argentina, Brasil, Paraguai,  Uruguai, Peru e Bolívia.